# Международный фестиваль комиксов (Алжир)
Международный фестиваль комиксов (Festival International de la Bande Dessinée d'Alger) — это тематический фестиваль. Проходит в городе Алжир, столице Алжира. Впервые прошёл в 2008 году. Сокращённо именуется FIBDA.

## История
Фестиваль впервые прошёл в Алжире, столице Алжира, в 2008 году. Фестиваль проходит ежегодно, в октябре. Проводится под эгидой Министерства культуры. В 2011 году француз  Эрве Барулеа стал президентом FIBDA. 

## Описание фестиваля
FIBDA — фестиваль, посвящённый индустрии комиксов. Каждый год выбирается определённая тема, которой будет посвящен фестиваль. Художники из разных стран, а также местные художники участвуют в мероприятиях, организованных в рамках FIBDA. На фестивале проводится награждение: награждают некоторые африканские журналы, публикующие комиксы. Один из награждённых журналов — египетский журнал Tok Tok. 